# استین‌برخن، نوردن‌فلد
استین‌برخن، نوردن‌فلد (به هلندی: Steenbergen) یک منطقهٔ مسکونی در هلند است که در نوردن‌فلد واقع شده‌است. استین‌برخن ۲۲۲ نفر جمعیت دارد.